# Martin Stokken
Martin Stokken (n. 16 ianuarie 1923, Comuna Snillfjord, Sør-Trøndelag, Norvegia – d. 25 martie 1984, Trondheim, Norvegia) a fost un schior de fond ce a reprezentat Norvegia, medaliat olimpic. A participat la 3 ediții ale Jocurilor Olimpice (1948, 1952, 1956) în care a câștigat o medalie de argint.